# Ramzan Kadírov

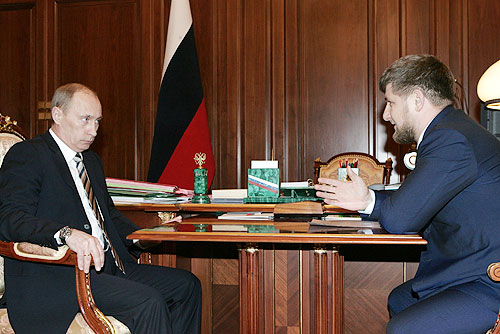
Ramzan Kadírov (a la dreta) reunit amb Vladímir Putin el 2008.

Ramzan Akhmàdovitx Kadírov (en rus: Рамзан Ахмадович Кадыров), (Tsenteroi, 5 d'octubre de 1976), és l'actual President de la República de Txetxènia, a la Federació Russa. Membre del partit Rússia Unida de Vladímir Putin, sempre ha comptat amb l'aval d'aquest, i com a musulmà d'ètnia txetxena n'ha esdevingut un valuós aliat en la lluita contra els independentistes txetxens, així com per a les seves polítiques al Caucas del Nord. Kadírov té un llarg historial de violència criminal i vulneració dels drets humans, així com d'una acció de govern dictatorial basada en la repressió de la dissidència i la pluralitat.Sota el seu govern es va iniciar una etapa de reconstrucció econòmica de Txetxènia, amb un gran suport per part del Kremlin.

## Biografia
Ramzan Kadirov és fill de l'assassinat president del govern txetxè instaurat per l'exèrcit rus, Akhmad Kadírov; a la mort del seu pare no tenia l'edat per accedir a la presidència, però va accedir al càrrec de primer ministre el 4 de març del 2006, després de la mort en accident del seu predecessor Serguei Abràmov, amb l'aprovació del parlament txetxè. Tres anys més tard accedia a la presidència de la República. Ramzan Kadírov s'havia donat a conèixer liderant un exèrcit privat de 3000 homes, anomenats kadírovski, que durant la Segona Guerra de Txetxènia van combatre al bandol rus en col·laboració amb el FSB. Els kadirovski van ser acusats de cometre nombrosos actes de brutalitat i violacions dels drets humans; malgrat això Vladímir Putin va condecorar Kadírov amb la medalla d'Heroi de la Federació Russa. Kadírov també ha estat president del club de futbol més destacat de Txetxènia, el Terek Grozni.
En una entrevista el juliol del 2000, publicada en un llibre d'Anna Politkóvskaia, va declarar:
| « | La llibertat, de fet, és una cosa que l'home normal -i m'hi compto perquè provinc d'una família de pagesos molt modesta- no necessita. Necessita feina, sou i seguretat | » |
| — | |   |

El juliol de 2020 el Secretari d'Estat dels Estats Units, Mike Pompeo, va acusar directament Kadírov de ser responsable d'una llarga llista de greus violacions dels Drets Humans, incloent actes de tortura i assassinats extrajudicials.

## Intents d'assassinat
Ramzan ha patit diversos intents d'assassinat per part de la resistència:
- 12 de maig del 2000, prop de Gudermes, una bomba controlada remotament esclata al passar el seu vehicle i queda ferit greu; fou portat a Moscou en avió especial. Va romandre a l'hospital sis mesos.

- Gener del 2001, prop de Gudermes, una bomba controlada remotament esclata al passar el seu vehicle i queda ferit lleu.

- Maig del 2003, a Ilishkan-Yurt a Txetxènia oriental, tres dones s'immolen junt a Ramzan i el seu pare Akmat; molts guàrdies van morir però els dos líders van sortir-ne il·lesos.

- Juliol del 2003, a la vila de Zozin-Yurt, una dona suïcida intenta entrar al quarter de la milícia de Ranzan amb una bomba al damunt, i és abatuda.

- Febrer del 2004, prop de Grozni, unes bombes controlades remotament exploten al passar un comboi amb 13 vehicles, en un dels quals anava Ramzan; el vehicle destruït no fou el que la resistència volia.

- Abril del 2004, a Gudermes, en una lluita amb el fins llavors aliat Sulim Yamadayev, comandant de la milícia Vostok, aquest darrer li dispara i el fereix lleument; Ramzan només va estar unes hores a l'hospital.

- 6 de maig del 2004, al districte de Nozhay Yurt, la unitat de Ramzan és atacada i rodejada per nombrosos membres de la resistència; Kadyrov va disparar contra els que es volien rendir i després d'un combar, aprofitant l'arribada d'un helicòpter rus, va poder escapar encara que ferit; de nou fou traslladat a un hospital a Moscou. Era a Moscou el 9 de maig quan el seu pare va morir en un atemptat de la resistència.

- Si hi ha hagut intents després del 9 de maig del 2004 no s'han fet públics. Des de llavors porta arreu 300 guàrdies i 60 vehicles com a protecció.